# Rosa bugensis
Rosa bugensis es una especie de planta del género Rosa, de la familia Rosaceae.

## Taxonomía
Rosa bugensis fue descrita por Chrshan. en 1950.

## Distribución
Se encuentra en el territorio de Ucrania.